# GMT400
GMT 400 и GMT 480 — платформы американской корпорации General Motors, на которых базировались полноразмерные пикапы Chevrolet C/K и GMC Sierra, начиная с 1988 модельного года. На платформах GMT 410, GMT 420, GMT 425 и GMT 430 базировались полноразмерные внедорожники, включая Chevrolet Blazer (1992—1994) и Tahoe (1995—2000), а также GMC Yukon (1991—2000).
GMT400 — первое обозначение GMT для полноразмерных пикапов и внедорожников серий C (RWD) и K (4WD/AWD). Проектирование GMT400 было выполнено группой GM Truck & Bus, работающей в основном на арендованном предприятии в Pioneer Engineering в Уоррене, штат Мичиган, возле дороги 9 mile Road. Рамы были изготовлены компаниями A.O. Smith Automotive Products, Dana Holding Corporation и Tower Automotive.
Автомобили на платформе GMT400 оснащались V-образным шестицилиндровым бензиновым двигателем объёмом 4,3 л, V-образными восьмицилиндровыми бензиновыми двигателями объёмом 5,0, 5,7 или 7,4 л, а также V-образными восьмицилиндровыми дизельными двигателями объёмом 6,2 или 6,5 л. Впрыск дроссельной заслонки (TBI) использовался в бензиновых двигателях до 1995 года. В 1996—2000 годах центральный точечный впрыск (CPI) использовался в двигателях объёмом 4,3, 5,0 и 5,7 л, в то время как в 7,4-литровом двигателе V8 использовался последовательный впрыск топлива (SFI).

## Применения

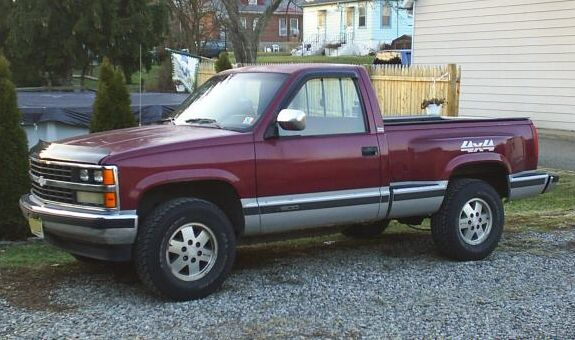
1988 Chevy K1500 Scottsdale 4x4
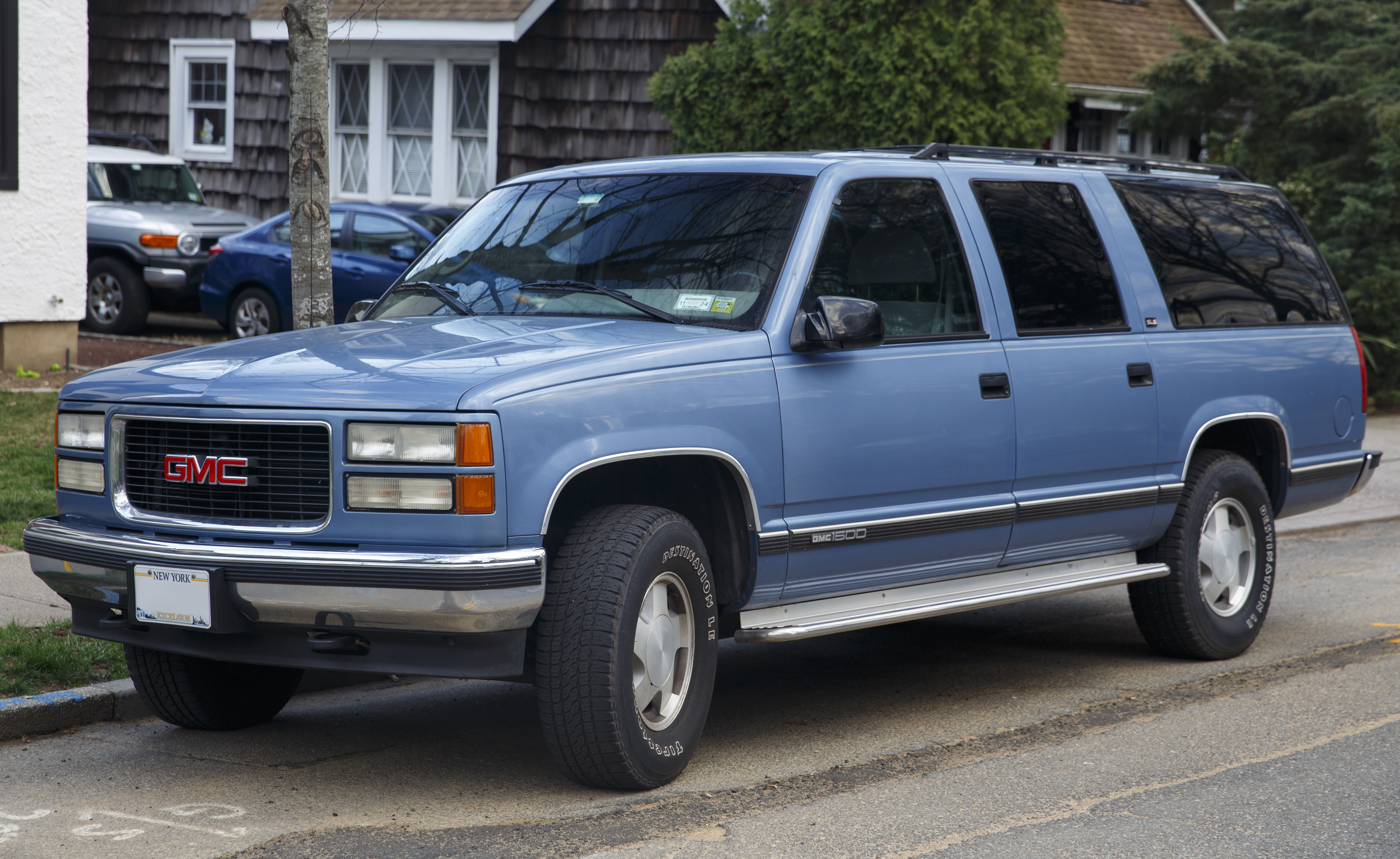
1995 GMC Suburban 1500 4x4
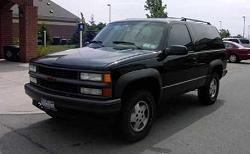
1995 Chevrolet Tahoe

| Базовая платформа | Годы производства | Модель                     |
| ----------------- | ----------------- | -------------------------- |
| GMT400/480        | 1988—2000         | Chevrolet C/K              |
| GMT400/480        | 1988—2000         | GMC Sierra                 |
| GMT410            | 1992—1999         | Chevrolet Suburban         |
| GMT415            | 1992—1994         | Chevrolet Full-Size Blazer |
| GMT420            | 1995—2000         | Chevrolet Tahoe            |
| GMT425            | 1992—1999         | GMC Suburban               |
| GMT430            | 1992—2000         | GMC Yukon                  |
| GMT435            | 1999—2000         | Cadillac Escalade          |
| GMT455            | 1992—2002         | Chevrolet/GMC C3500 HD     |